# Lancia Beta 15/20HP
De Lancia Beta 15/20HP was een personenwagen uit 1909 van het Italiaanse automerk Lancia. Het was de opvolger van de Alfa en Dialfa. De Beta werd aangedreven door een viercilindermotor met een cilinderinhoud van 3118 cm³ en bereikte een topsnelheid van 90 km/u. Er werden in totaal 150 exemplaren van de Beta gebouwd. In 1910 werd de Beta opgevolgd door de Gamma 20HP.
Huidige modellen:
Ypsilon
Recente modellen:
Dedra · 
Delta · 
Flavia · 
K · 
Lybra ·
Musa · 
Phedra ·
Prisma · 
Thema · 
Thesis · 
Trevi ·
Voyager - 
Y · 
Y10 · 
Z
Historische modellen na de Tweede Wereldoorlog:
2000 · 
Appia · 
Aurelia · 
Beta · 
D20 · 
D23 · 
D24 · 
D25 · 
D20 · 
Flaminia · 
Flavia · 
Fulvia · 
Gamma · 
Stratos
Historische modellen tijdens het Interbellum:
12 cil V · 
Aprilia · 
Ardea · 
Artena · 
Astura · 
Augusta · 
Dikappa · 
Dilambda · 
Kappa · 
Lambda · 
Trikappa
Historische modellen voor de Eerste Wereldoorlog:
Alfa · 
Beta 15/20HP · 
Dialfa · 
Didelta · 
Delta 20/30HP · 
Epsilon · 
Eta · 
Gamma 20HP · 
Theta · 
Zeta 12/15HP